# Slaget ved Ramillies
Slaget ved Ramillies fandt sted den 23. maj 1706 under den Spanske Arvefølgekrig i nærheden af den belgiske by Namur. Det blev udkæmpet mellem en britisk-østrigsk hær under hertugen af Marlborough og en fransk under François de Villeroi. De allierede fik med sejren herredømmet over de Spanske Nederlande.